# Histoire du Montana
L'Histoire du Montana, État rural et enclavé, est marquée par l'arrivée des prospecteurs lors des boom de l'or puis du cuivre et ensuite par l'expansion territoriale le long du chemin de fer.

## Histoire amérindienne

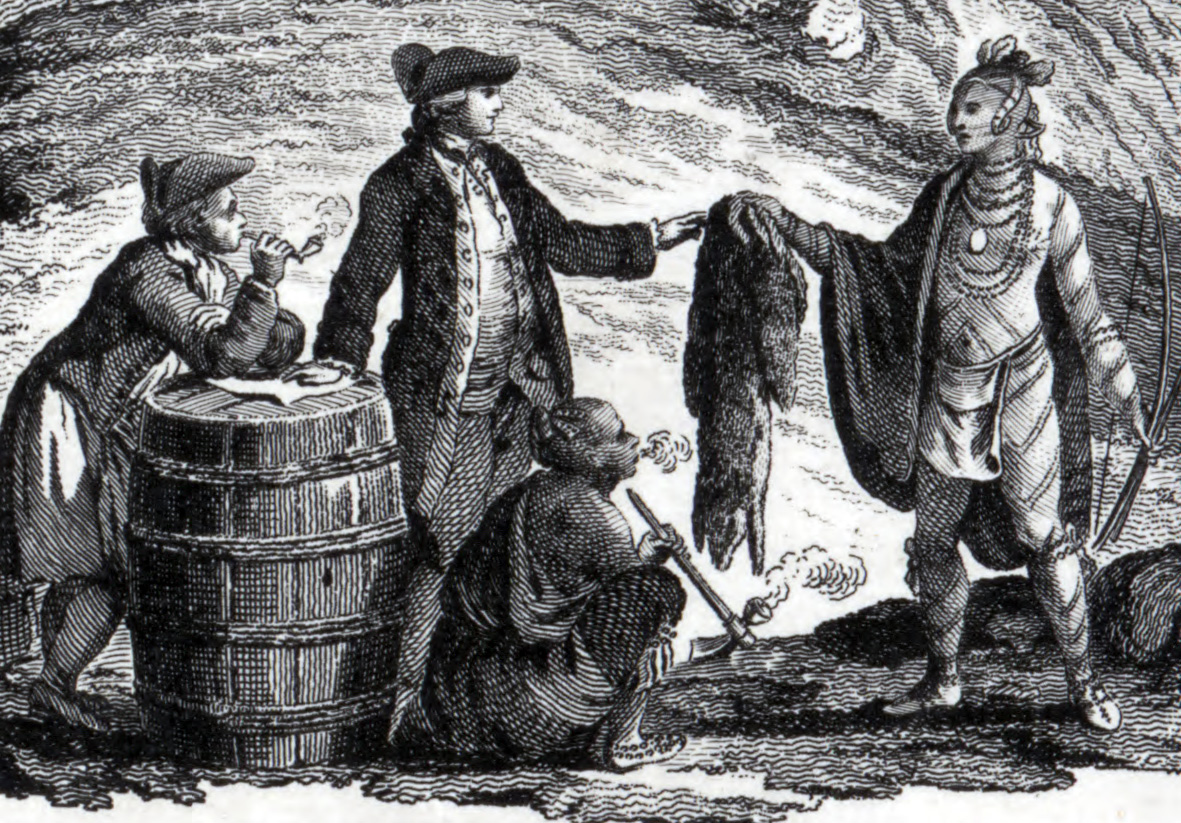
Le commerce de la fourrure en Amérique du Nord.

État montagneux, le Montana a accueilli une grande variété de peuples Amérindiens parmi lesquels les Crows, les Sioux, les Nez-Percés, les Kootenays, les Cheyennes, les Arapahos ou encore les Pikunis. C'est la partie de l'immense Territoire de Louisiane la plus mystérieuse et la plus éloignée. Vendu en 1803 par la France aux États-Unis, ce territoire est exploré en 1805-1806 par l'expédition Lewis et Clark. Comme leurs successeurs, ils longent les cours d'eau, mais ne peuvent remonter très haut ceux du Montana en raison du relief.
Une vingtaine de trappeurs iroquois catholiques venus de Montréal s'établissant dans la Bitterroot entre 1812 et 1824, et prennent épouses dans les villages de la vallée. À l'hiver 1825, ils sont recrutés par Jedediah Smith, de l'American Fur Company, qui a des représentants à Saint-Louis et Kansas City. Ils y découvrent des « robes noires » jésuites, disparus de leur Québec, et les invitent dans l'Ouest en 1831. En 1832, des affrontements entre anglais et américains ont lieu à Pierre's Hole, au Rendez vous des trappeurs de l'Ouest, après l'assassinat d'un chef atsina. L'année suivante, un article du Christian Advocate and Journal révèle qu'une délégation amérindienne a voulu rencontrer William Clark, de l'expédition Lewis et Clark, amenant Lee Jason, un missionnaire protestant à partir dans le Montana. En 1839, une délégation amérindienne, menée par Pierre Gaucher, rencontre le missionnaire jésuite belge Pierre-Jean De Smet dans l'Iowa, et le convainc de venir dans les Rocheuses. Il y fonde en septembre 1841 la Mission jésuite Sainte-Marie de Bitter Root.

## La découverte de gisements d'or entraîne la création d'un Territoire

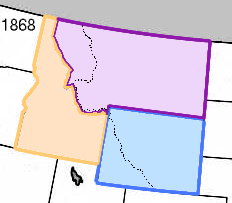
Territoires de l'Idaho (en jaune), du Montana (en violet) et du Wyoming (en bleu) en 1868.

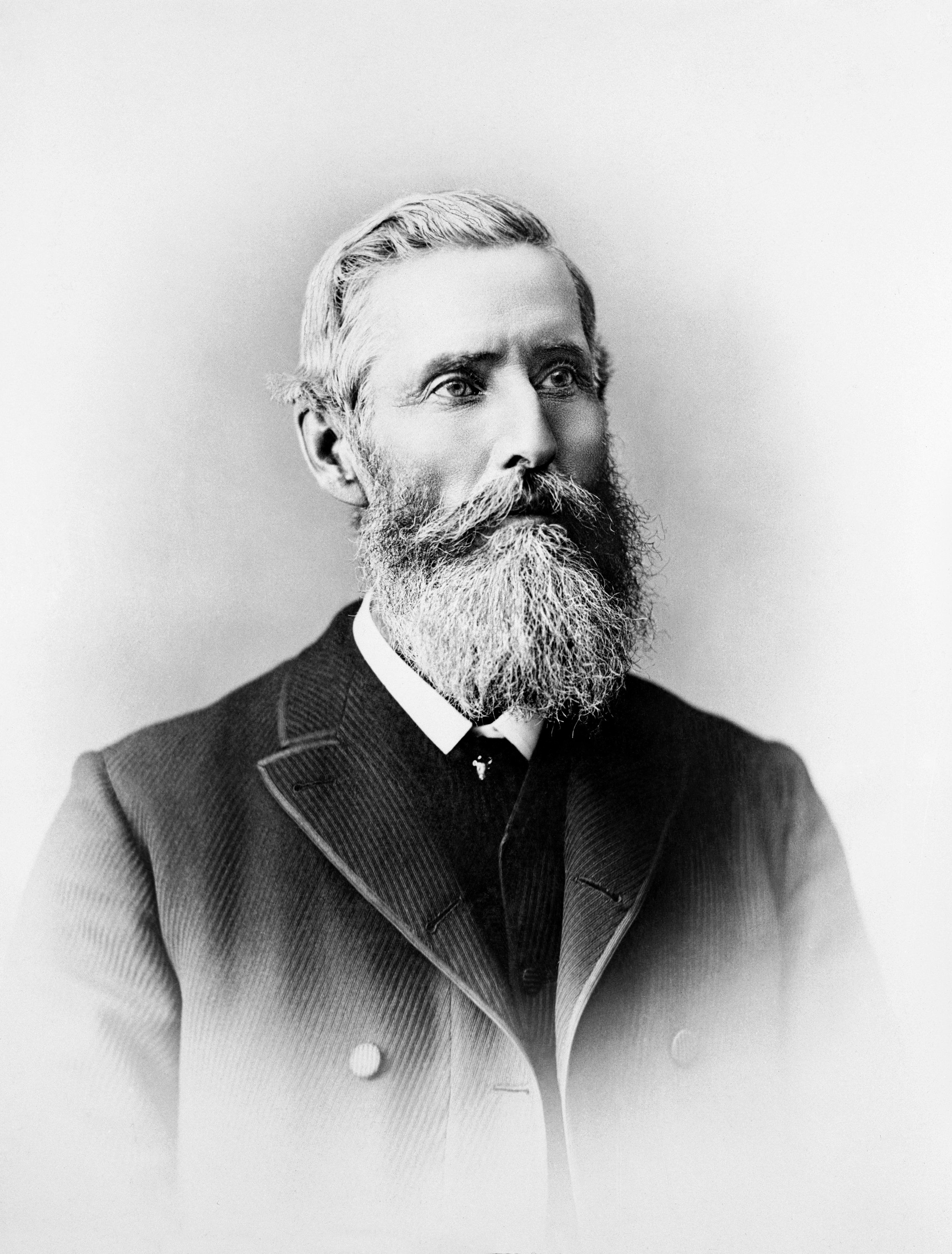
Granville Stuart, un des pionniers et promoteurs du Territoire du Montana et de l'État du Montana. Image de 1883.

La découverte de gisements d'or dans les années 1850-1860 provoqua une immigration massive de prospecteurs et de colons. Le 28 juillet 1862, des prospecteurs menés par John White découvrent de l'or dans une rivière, près de Bannack, qui est fondée en 1862 comme première capitale territoriale du Montana, qui n'est alors pas encore un État. La ville atteint rapidement une population de 3 000 habitants et embauche en janvier 1863 un shériff du nom de Henry Plummer. Des villes-champignons apparaissent, permettant d'exporter pour 100 millions de francs d'or : Bannock City, Virginia City, Gallatin City, Montana City, La Barge City, Hangtown, Hell Gate, Fort Owen, Fort Colin et Mullan Pass. Helena est fondée le 30 octobre 1864 après la découverte d'un gisement de sable aurifère dans la région. La ville comptera en 1888 cinquante millionnaires en dollars, la plus forte concentration au monde.
Dans la foulée, le Territoire du Montana est créé en 1864 un an après celui de l'Idaho voisin, et il deviendra un État en 1889, cette fois un an avant l'Idaho. Il est constitué à partir de la section nord-est du Territoire de l'Idaho et s'étendait au nord de la latitude du 46°30'N et sur le versant oriental du Continental Divide (ligne de partage des eaux), intégrant également le territoire situé entre celui-ci et la chaine de Bitteroot. La capitale du est d'abord situe à Bannack, puis à Virginia City en 1865 et ensuite à Helena en 1875. 
En 1876, les Sioux de Sitting Bull provoquèrent la défaite du général Custer lors de la célèbre bataille de Little Bighorn, au sud du Montana.

## L'époque des grands ranchs
En 1866, Nelson Story importe du Texas le premier troupeau de « Longhorns », des vaches produisant une bonne qualité de viande, et lance l'exploitation de l'élevage sur le mode de l'« open range », qui donnera son nom au XXIe siècle à un film de Kevin Costner. Les habitants du Montana en profitent pour réduire leur dépendance aux activités minières, d'autant qu'elles traversent une crise au début des années 1870, et se déplacent vers les plaines. Mais l'importation trop massive de bétail fragilise les éleveurs en 1886-1887, au cours de la période où la combinaison d'un hiver froid et d'un été sec décime le cheptel. Les éleveurs commencent alors à installer des barbelés.

## Les villes minières du cuivre
L'extraction cuprifère fit, par la suite, la richesse de l'État, grâce aux gisements d'argent et de cuivre. L'Anaconda Copper Company créé en 1881, lorsque Marcus Daly acheta une petite mine d'argent nommée Anaconda, près de Butte puis s'associa à George Hearst, le père du futur magnat des médias William Randolph Hearst et découvrit un énorme gisements de cuivre vers lequel il fit venir une ligne de chemin de fer, après avoir racheté les concessions des autres mineurs. En 1884, il a été le premier à promouvoir l'utilisation du convertisseur de Pierre Manhès. De 1892 à 1903, la mine d'Anaconda fut le premier producteur mondial de cuivre, faisant la fortune de la petite ville-champignon de Butte. Lorsque Butte (Montana) devient le pays de la guerre entre les « rois du cuivre », le journal Butte Miner fondé en 1876, puis racheté par William Andrews Clark, affronte l'Anaconda Standard, créé en 1889 par son rival Marcus Daly en s'inspirant d'un éditorial d'Horace Greeley dans le New York Tribune.
Un autre roi du métal rouge, Fritz Augustus Heinze, achète des mines à Butte, au milieu des concessions de son concurrent, qu'il regroupe en 1902 dans l'United Copper Company. Mais la croissance des gisements rivaux du Pays de cuivre, dans le Michigan, empêche les mines du Montana de contrôler trop étroitement le marché mondial du cuivre et entraînent leur déclin relatif.

## La carrière politique de William Andrews Clark

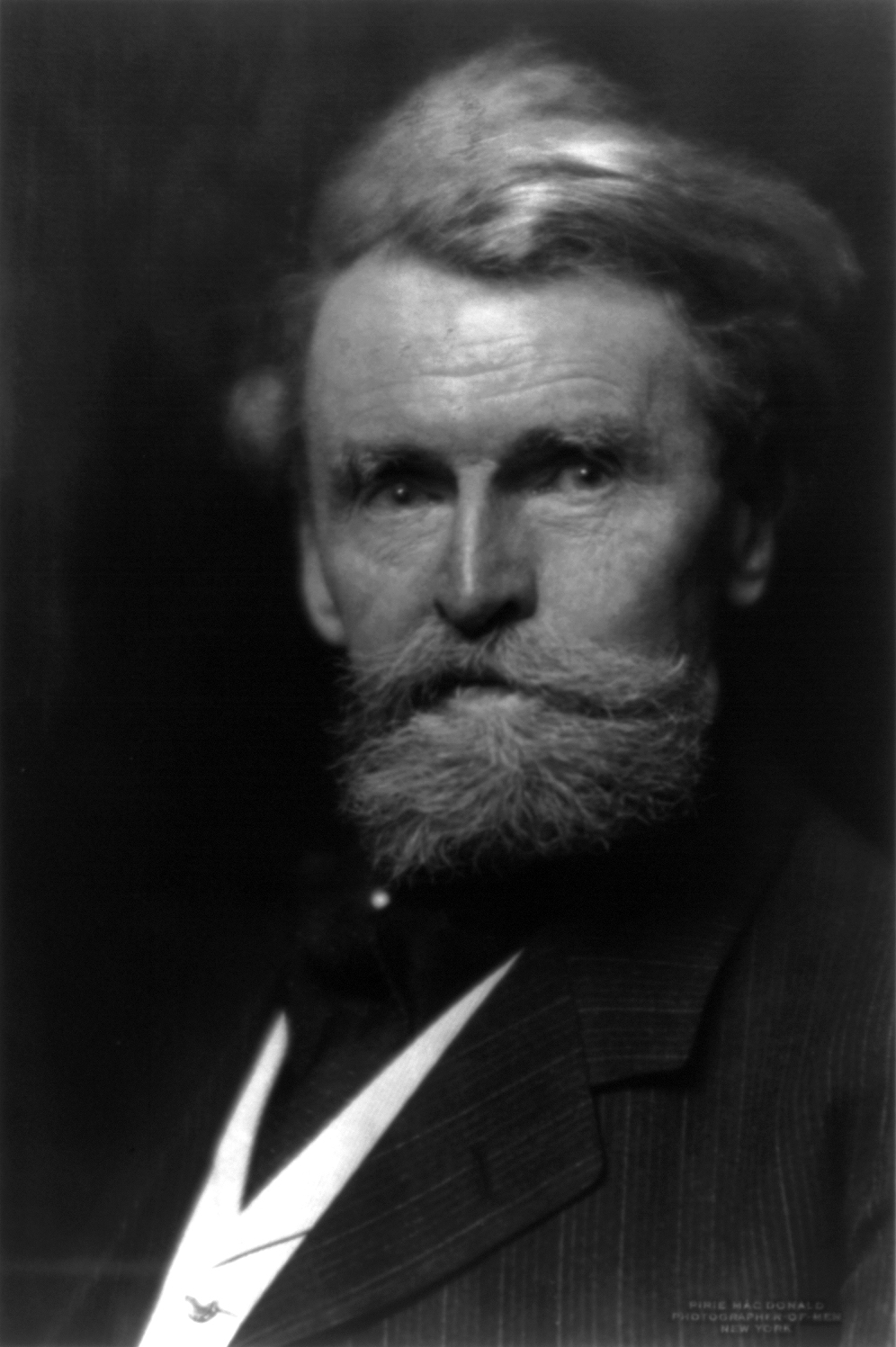
William Andrews Clark en 1917.

Acquéreur du quotidien Butte Miner, puis d'un autre quotidien dans la vallée de la Missoula, William Andrews Clark s'en servit pour concrétiser ses ambitions et devient un héros local à Helena, en obtenant qu'elle soit la capitale du nouvel État, par un vote en 1892. Auparavant, il a été président des deux conventions de constitution d'un futur État du Montana, en 1884 et en 1889. Battu par Thomas Carter, de 5 000 voix, pour l'élection au poste de délégué du territoire du Montana au Congrès en 1888, il rendit responsable de cette défaite son ex-ami et rival personnel Marcus Daly, coupable d'avoir offert du whisky et des cigares à quiconque voterait contre Clark.

## La quasi-extinction du bison

Cette carte montre la disparition progressive du bison et sa situation en 1889 selon les recherches du naturaliste américain William Hornaday.

La population de bison américains est estimée à 60-100 millions au cours du deuxième quart du XIXe siècle, lorsque l'Ouest du continent est encore la propriété des amérindiens. Mais ensuite, une exportation massive de peaux à destination de l'Europe commence. Elles servent à fabriquer des courroies de machines industrielles, des vêtements, et des tapis. Beaucoup de chasseurs professionnels, tels que William Cody (plus tard connu comme Buffalo Bill), se vantent de pouvoir tuer plus d'une centaine de bêtes à partir d'une seule position, et plusieurs milliers dans leur carrière. Un de ces chasseurs professionnels a prétendu avoir tué plus de 20 000 bisons. 
Le déclin des populations de cet animal s'accélère jusqu'en 1889 : l'Amérique n'avait plus que 750 bisons en 1890. Le zoo du Bronx a conservé un troupeau en captivité, dont une partie a été transportée dans l'ouest au début du XXe siècle afin de compenser la faiblesse des troupeaux autochtones (que le braconnage avait réduit à quelques dizaines d'animaux), en complément d’animaux transplantés d'autres réserves d’animaux sauvages. Un siècle plus tard, le bison est à nouveau chassé, pour sa régulation démographique.

## Le boom pétrolier des années 1950
À partir de 1910 de nombreux gisements de pétrole de taille modeste sont découvertes dans le Montana. Après 1945, les implantations d'ExxonMobil se multiplient, pour l'extraction mais aussi le raffinage et en 1949 le pétrole rapporte plus à l'État du Montana que le cuivre. Mais le boom est de courte durée. La production, qui avait culminé à 48 million de barils en 1968, est tombée dès 1990 à moins de 20 millions.

## L'expansion le long du chemin de fer
La voie ferrée traversait l'État du Montana à environ 48° de latitude Nord. La population et les services la suivaient. Le Homestead Act fut révisé en 1909, en 1912 et en 1916, raccourcissant l'obligation de résidence à trois ans et augmentant les surfaces attribuées à environ 130 ha — le double en cas d'élevage. Ces changements et le battage publicitaire de la compagnie de chemin de fer, amenèrent beaucoup de prétendants dans la région, mais les lots allaient s'avérer encore bien trop petits. Les colons remplirent 114 620 demandes de concession entre 1909 et 1923 dans le Montana. La plupart de ces terres se situaient à une journée de chariot du chemin de fer. Ainsi poussèrent le long de la ligne des villes aux noms exotiques et lointains : Glasgow, Malta, Harlem, Inverness, Dunkirk, Kremlin. D'autres recevaient des noms de personnes, telles Culbertson (un négociant en fourrures) et Shelby (un sous-fifre de James J. Hill). Quelques autres avaient une résonance plus locale : Cut Bank (berge abrupte), Chinook et Poplar (deux tribus indiennes), Wolf Point (pointe du loup).

## Référence
1. ↑  "Native American Witnesses to our Holy Catholic Faith", Nancy Nicholson
2. ↑  "Ignace Partui: Iroquois Evangelist to the Salish, ca. 1780–1837", par  John C. Mellis
3. ↑  "Ghost Dances and Identity: Prophetic Religion and American Indian Ethnogenesis in the Nineteenth Century", par Gregory E. Smoak, University of California Press, 2006, page 69
4. 1 2  "The abandoned Gold Rush town in Montana that once bustled with 100,000 prospectors now lies empty in all its ghostly glory", par JAMES NYE, dans le Daily Mail de 2013
5. ↑  Horace. J. Stevens (1908) The Copper Handbook, v.8, Houghton, Mich.: Horace J. Stevens, p.1457.
6. ↑  "Yellowstone chief: bison slaughters to continue for now", par MATTHEW BROWN, le 12 janvier 2016, pour l'Associated Press